# Millwood (Columbia)

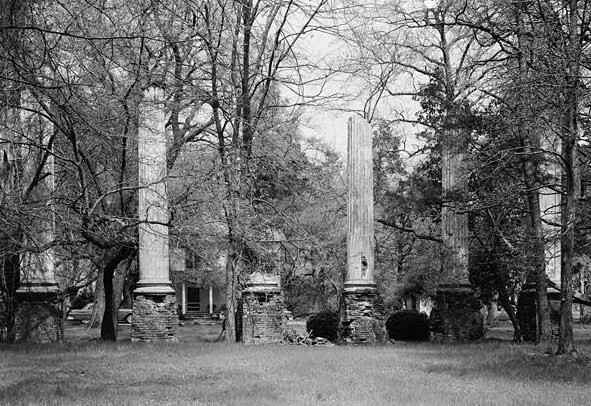
Millwood-Ruinen (1960)

Millwood ist der Name der Stätte und der Ruinen einer Plantage aus dem Antebellum an Garner’s Ferry Road 6100 (U.S. Highway 76) in Columbia, South Carolina. Es gehörte Colonel Wade Hampton II. und war das Haus, in dem der spätere konföderierte General, Gouverneur South Carolinas und US-Senator  Wade Hampton III. seine Kindheit verbrachte. Nach dem Tode des Vaters ging das Haus an seine vier unverheirateten Töchter. Am 17. Februar 1865 wurde es niedergebrannt, wahrscheinlich durch Truppen von General Sherman. Die Ruinen des Bauwerks wurden am 18. März 1971 dem National Register of Historic Places hinzugefügt.

## Die Familie Hampton
Wade Hampton I. (1752–1835) war Oberstleutnant im Amerikanischen Unabhängigkeitskrieg, Brigadegeneral im Krieg von 1812, Abgeordneter für den 4. Kongresswahlbezirk South Carolinas und ein wohlhabender Pflanzer. Als er 1835 starb, galt er als einer der reichsten Männer in den Vereinigten Staaten. Er besaß Plantagen in Mississippi, Louisiana und South Carolina.
Wade Hampton II (1791–1858) diente in der Miliz und war für zwei Amtszeiten Abgeordneter im Senat von South Carolina. Er strebte kein weiteres politisches Amt an, spielte dennoch eine wichtige Rolle in der Politik des Bundesstaates. Er war ein erfolgreicher Jäger und Pferdezüchter.
Wade Hampton III (1818–1902) war der erste Sohn seines Vaters Wade Hampton II. Er diente in der Confederate States Army, wo er Hampton’s Legion befehligte und erreichte den Rang eines Generalleutnants. Später wurde er Gouverneur von South Carolina und Senator der Vereinigten Staaten.

## Architektur
Verschiedene Quellen deuten darauf hin, dass Millwood 1817 erbaut wurde, andere nennen 1830, nach 1815 oder wahrscheinlich in den 1830er Jahren. Da verschiedene Bauten dieser Zeit über die Jahre hinweg erweitert wurden, ist es möglich, dass alle diese Zeitbestimmungen mehr oder weniger zutreffen.
Nachdem Wade Hampton II. 1817 Ann Fitzsimons zu seiner ersten Ehefrau nahm, erhielt er von seinem Vater den Teil nördlich der heutigen Garner’s Ferry Road. Das Haus seines Vaters war das ursprüngliche Woodlands südlich der Straße. Wade Hampton II. erbaute vor der Geburt seines Sohnes im Jahr 1818 ein zweistöckiges Cottage. 1837 oder 1838 wurde Millwood im neoklassizistischen umgebaut. Der Bauplan von Nathaniel Potter aus Rhode Island sah einen Gebäudeflügel mit jeweils drei Säulen auf jeder Seite des Mitteltrakts mit sechs zweistöckigen Säulen. Der Umbau dauerte zwei Jahre. Während dieser Zeit lebte die Familie in der Nähe von White Sulphur Springs in West Virginia.
Eine künstlerische Darstellung des Hauses zeigt den mittleren Teil des Gebäudes mit dem Prostylos-Portikus. Dieser Teil der Darstellung erinnert an das noch bestehende Haupthaus der Millford Plantation, die von Hamptons jüngster Schwester und deren Mann im Sumter County erbaut wurde. Dieses Gebäude und die Renovierung wurden vom gleichen Architekten ausgeführt.
Ein Grundriss wurde anhand von Erzählungen der Familie erstellt und veröffentlicht. Der Grundriss zeigt eine zentrale Halle mit zwei Räumen auf jeder Seite an der Vorderfront des Hauses, die durch Falttüren miteinander verbunden waren, sodass die gesamte Vorderfront des Hauses zu Zwecken der gesellschaftlichen Unterhaltung und des Tanzes verbunden werden konnte. Hinter diesen Räumen befand sich eine kreuzförmige Halle, durch welche die beiden Seitenflügel verbunden wurden. Eine gebogene Treppe zum zweiten Stock des Hauses lag am Ende der Halle. Die Seitenflügel ragten über die Rückseite des Mitteltraktes hinaus.

## Millwoods Bedeutung für South Carolina
Wegen der eleganten Umgebung und der mächtigen Gäste galt Millwood vor dem Sezessionskrieg als „gesellschaftliches Zentrum von South Carolina“. Neben einflussreichen Politikern und Pflanzern aus South Carolina gehörten auch Henry Clay and Daniel Webster zu Gästen auf Millwood.
Die Inaugurationsfeier für Gouverneur William Aiken, Jr. wurde 1844 hier abgehalten.

## Zerstörung 1865

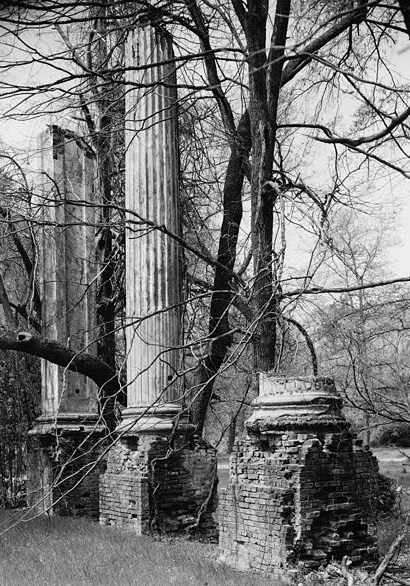
Detailansicht der Ruinen

Bevor die Truppen General Shermans in das Gebiet kamen, brachte die Familie Tafelbesteck, Chinaporzellan und Kristallgläser sowie die Porträts der Familienangehörigen und die Pferdegemälde von Edward Troye nach York, South Carolina in Sicherheit. Die Pflanzungen der Familie, darunter Millwood, Woodlands und Diamond Hill wurden in Brand gesteckt. Es ist nicht nachgewiesen, ob dies auf Befehl Shermans geschah, diese Anwesen liegen jedoch ziemlich weit vom Zentrum Columbias entfernt, als dass sie zufällig brannten. Das Hampton-Preston House in Columbia wurde verschont.
Vom ursprünglichen Bau blieben nur die zwölf Säulen, das Räucherhaus, ein Nebenhaus und ein Teil des Stalles. Einige Zeit später wurden die sechs Säulen vor den vormaligen Seitenflügeln niedergerissen. Eine der runden Säulen stürzte um 1930 um. Zwei quadratische und drei runde Säulen stehen noch.
Nach dem Sezessionskrieg bauten die unverheirateten Töchter Hamptons ein Cottage in der Nähe. Dieses wurde durch Brandstiftung nach der bitter umkämpften Gouverneurswahl 1876, aus der Wade Hampton III. siegreich hervorging, ein Raub der Flammen. Sie erbauten dann ein neues zweistöckiges Haus um die alte Küche und Wäscherei in der Nähe der Millwood-Ruinen.